# Königreich Strathclyde

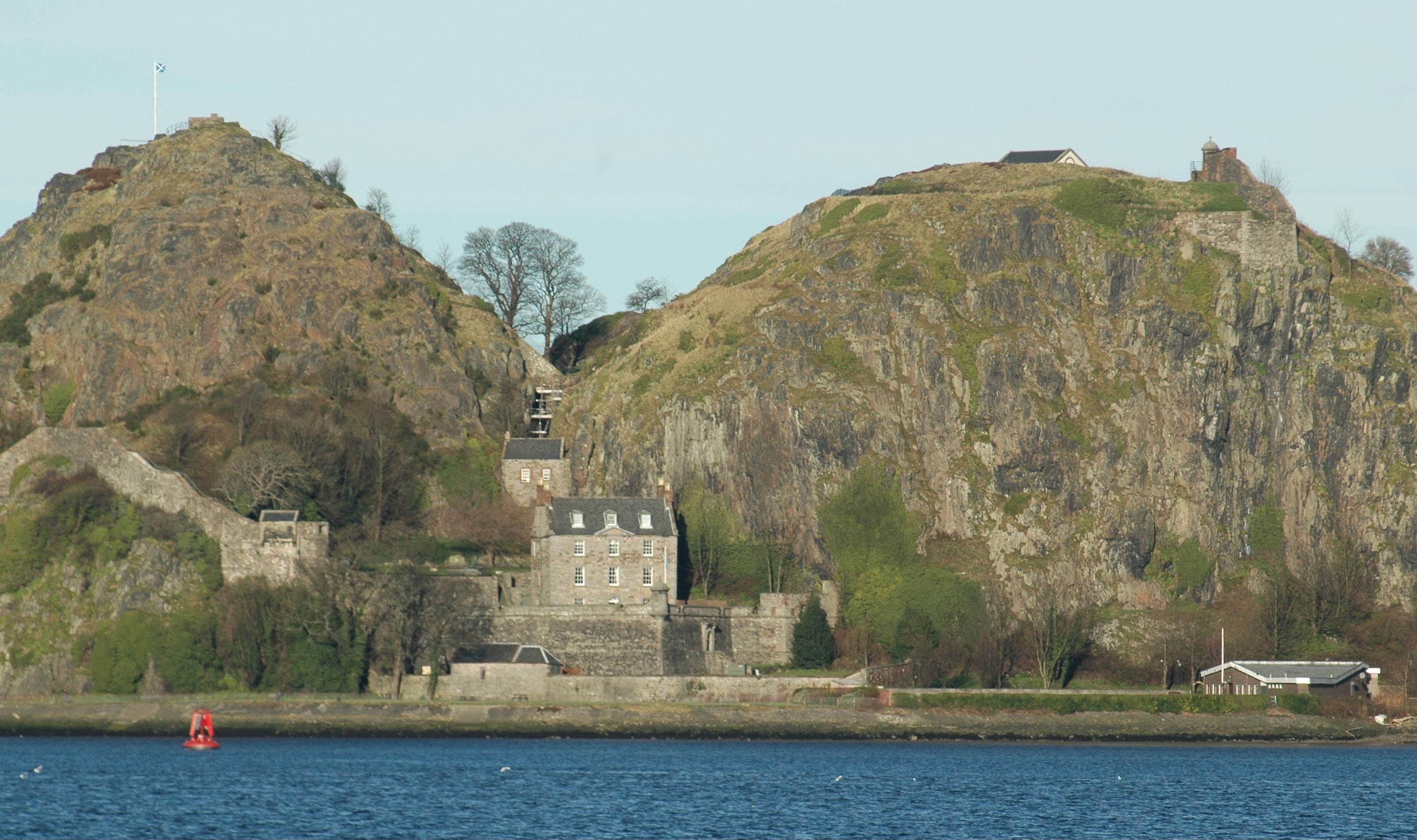
Dumbarton Rock vom Süden aus gesehen, Hauptort des Königreichs Strathclyde vom 6. Jahrhundert bis 870, wobei sich die Festung Alt Clut auf dem rechten Gipfel befand.

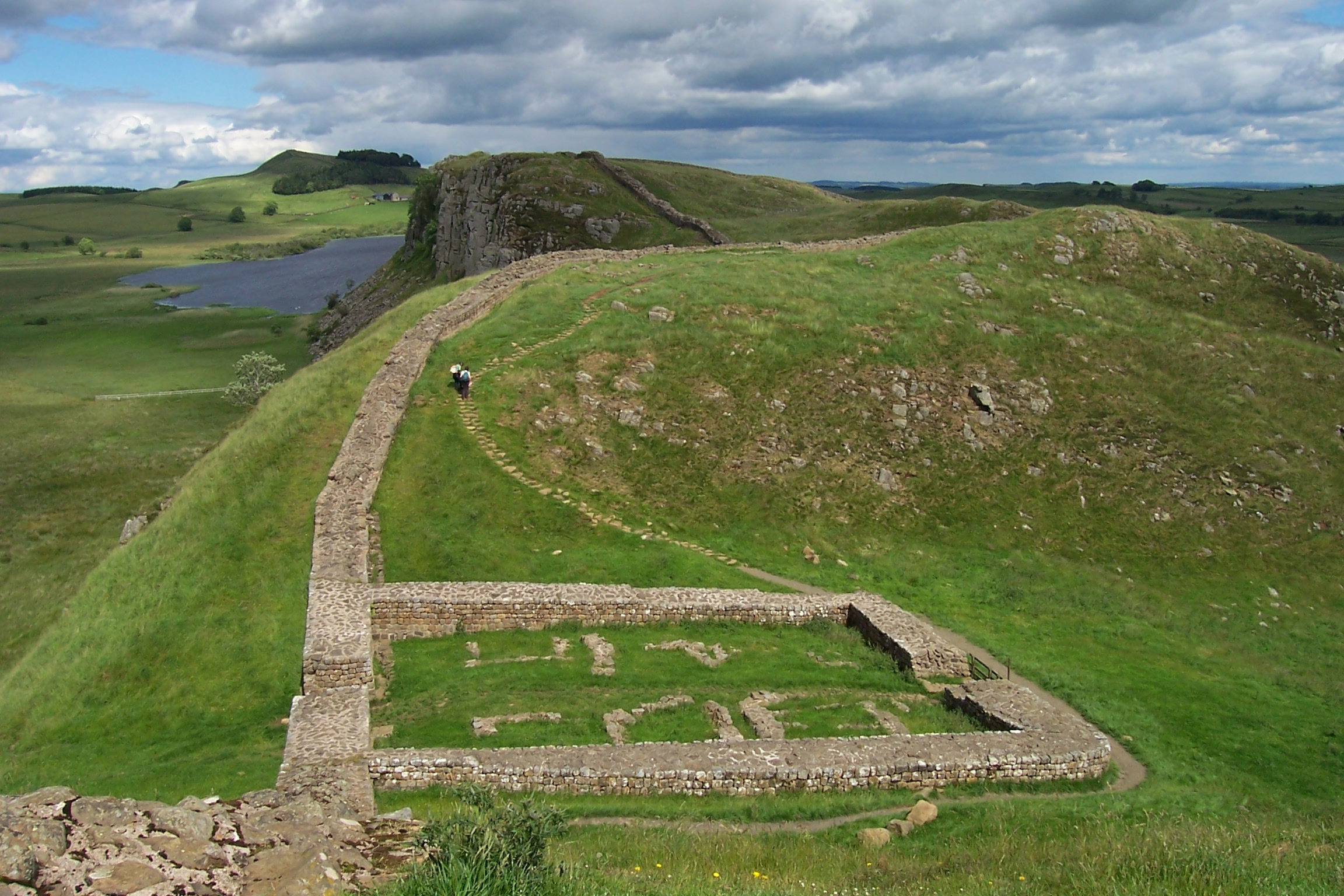
Hadrianswall in der Nähe von Steel Rigg

Das Königreich Strathclyde (gälisch Srath Chluaidh, ursprünglicher britannischer Name Ystrad Clud („Tal des Clyde“)); in den Quellen auch unter dem Namen Alt Clut, dem britannischen Namen für Dumbarton Rock erwähnt, war ein Königreich im südlichen Schottland in der nachrömischen und frühmittelalterlichen Periode. Seine Ursprünge lagen wohl in dem durch Ptolemäus in dessen Geographia erwähnten Stamm der Damnonii.
Ergebnisse der Ortsnamenforschung sowie archäologischer Forschungen deuten darauf hin, dass während der Wikingerzeit skandinavische Siedlungen von Wikingern sowohl aus Norwegen als auch aus Irland im Gebiet von Strathclyde gegründet wurden, jedoch weniger als im benachbarten Galloway. Eine geringe Anzahl Ortsnamen, die auf altenglische Wurzeln zurückzuführen sind, belegt die wenn auch begrenzte Siedlungsaktivität durch anglische Einwanderung aus Northumbria vor der Wikingerzeit. Auf Grund einer Reihe von Sprachveränderungen ist es nicht möglich festzustellen, ob im Königreich Strathclyde Ansiedlungen goidelischer Einwanderer vor dem Zeitpunkt im Hochmittelalter, in dem die schottisch-gälische Sprache eingeführt wurde, stattgefunden haben.
Nach der Plünderung des Dumbarton Rock durch eine Wikingerarmee aus Dublin im Jahre 870 kam der Name Strathclyde in Gebrauch, worin sich die Verschiebung des Machtzentrums des Königreichs nach Govan (heute ein Stadtteil Glasgows) widerspiegelt. Während dieser Periode wurde Strathclyde auch als Cumbria bezeichnet, seine Einwohner entsprechend als Cumbrier, was aber nicht unbedingt synonym für das Königreich Strathclyde gewesen sein muss, sondern auch andere Reiche im Südwesten Schottlands oder die Gesamtheit aller britannischen Herrschaften dort gemeint haben könnte. Im Hochmittelalter wurde Strathclyde vom Königreich Alba erobert, aus dem das Königreich Schottland hervorging. Das früher unabhängige Strathclyde konnte sich noch bis ins 12. Jahrhundert eine gewisse Eigenständigkeit bewahren.

## Ursprung

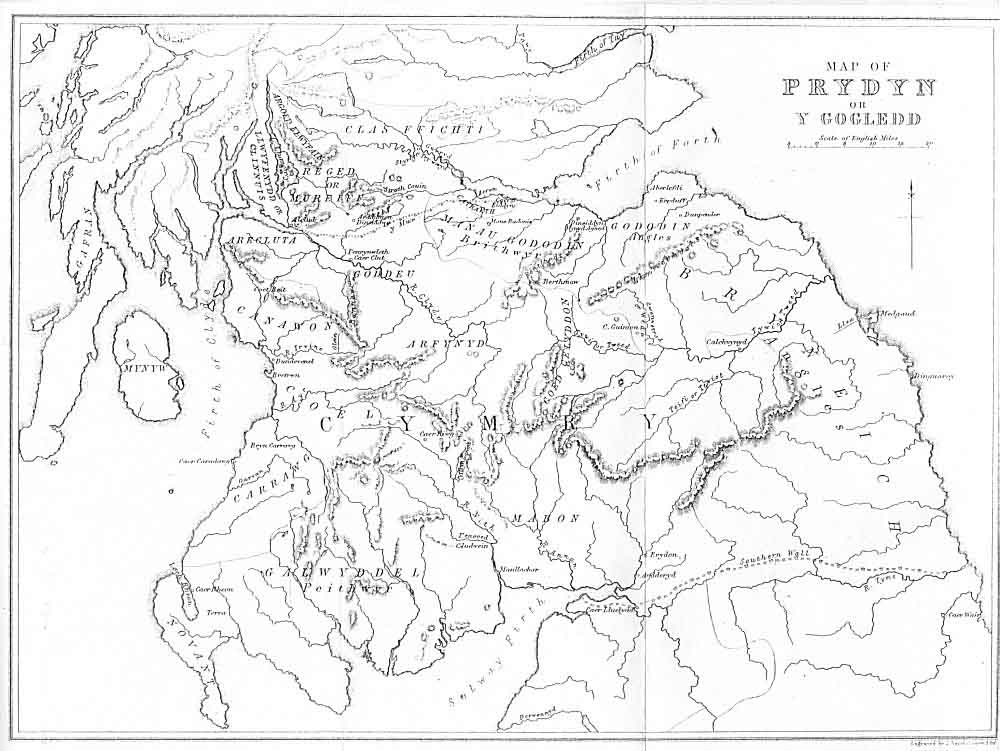
Karte des nachrömischen, südlichen Schottlands

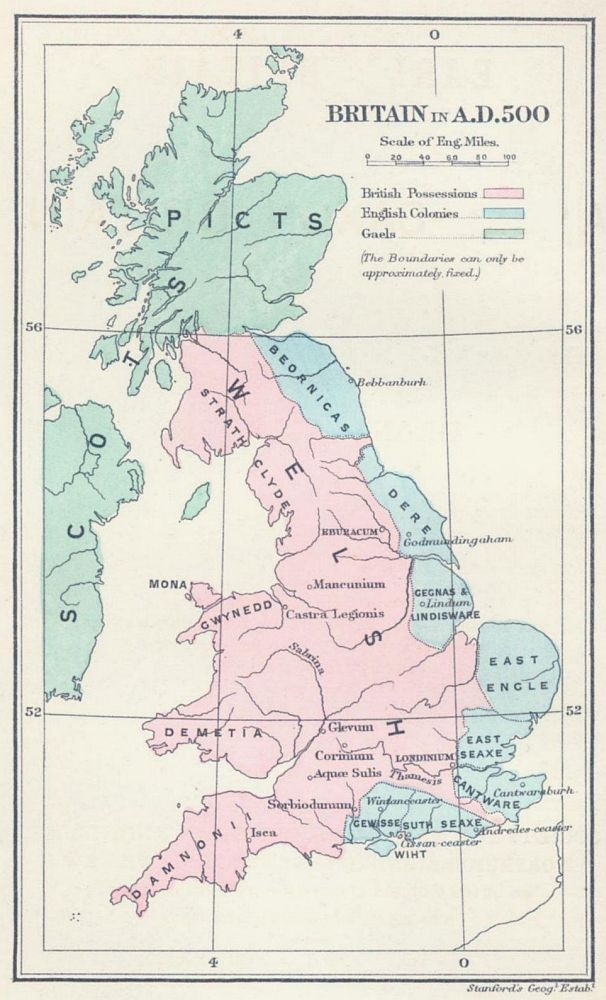
Ungefähre Lage Strathclydes um 500.

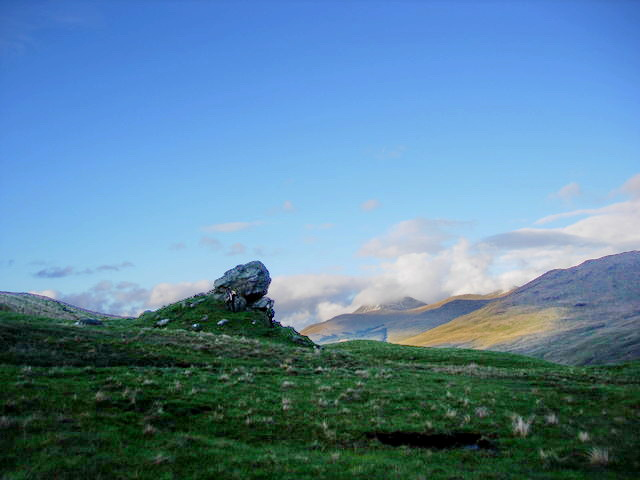
Clach nam Breatann

Ptolemäus’ Geographia enthält eine Liste von Stämmen oder Gruppen von Stämmen im südlichen Schottland aus der Zeit der römischen Eroberung Britanniens im 1. nachchristlichen Jahrhundert. Ptolemäus nennt neben den Damnonii, deren Hauptstadt in Carman in der Nähe Dumbartons vermutet wird, die Otalini, deren Hauptsitz Traprain Law in East Lothian gewesen zu sein scheint, die Selgovae in den Scottish Borders und im Südwesten die Novantae in Galloway. In späteren Quellen wird auch noch eine Gruppe namens Maeatae in dem Gebiet um Stirling erwähnt.
Während der meisten Zeit, in der Britannien zum Römischen Reich gehörte, bildete der Hadrianswall die nördliche Grenze des römisch kontrollierten Gebietes. Inwieweit sich dauerhafter römischer Einfluss auch jenseits des Walles bemerkbar machte, ist unklar. Römische Kastelle befanden sich nördlich des Walles bis in die Nähe des heutigen Edinburgh, wobei manche dieser Befestigungen auch längerfristig besetzt waren. Die römische Armee unternahm Strafexpeditionen in die Gebiete, die nicht direkt der römischen Verwaltung unterstellt waren. In friedlicheren Zeiten bestand ein Handelsaustausch, wobei sich einerseits römische Händler in den Norden, andererseits Einheimische in den Süden begaben. Außerdem wurden römische Gelder an Stämme oder deren Anführer als Bestechung oder Unterstützung gezahlt. Wie weit sich der römische Einfluss auf die Bevölkerung des nördlichen Britanniens bemerkbar machte und inwieweit es Einflüsse auch in der Gegenrichtung gab, ist umstritten.
In der Spätzeit der römischen Besetzung Britanniens häuften sich Einfälle zu Land und zur See der Pikten, Scotti und Attacotti, deren Herkunft umstritten ist. Betroffen von diesen Einfällen werden auch die Stämme des südlichen Schottlands gewesen sein. Es ist unwahrscheinlich, dass der Rückzug der römischen Streitkräfte um 410 einen militärischen Einfluss auf die Situation der Damnonii hatte; das Ausbleiben von Zahlungen der ständigen Garnison des Hadrianswalls wird allerdings einen ansehnlichen wirtschaftlichen Effekt gehabt haben.
In den Quellen werden keine eindeutig festlegbaren Grenzen des Königreichs Alt Clut angegeben, doch können auf Grund von Erkenntnissen der Ortsnamenforschung und der Topografie Anhaltspunkte gegeben werden. Am nördlichen Ende des Loch Lomond befindet sich Clach nam Breatann, der Fels der Britannier, von dem angenommen wird, dass er seinen Namen der Tatsache verdankt, dass er die nördliche Grenze des Königreichs Alt Clut markierte. Die Campsie Fells und das Moorgebiet zwischen Loch Lomond und Stirling scheinen eine andere Grenze gewesen zu sein. Weiter südlich erstreckte sich Alt Clut am Clyde entlang bis nach Ayr.

## Der Alte Norden
Für die Geschichte der Jahrhunderte, die unmittelbar auf das Ende der römischen Herrschaft folgten, ist man größtenteils auf irische und walisische Quellen angewiesen, von denen jedoch nur der kleinste Teil zeitgenössisch zu nennen ist. Irische Quellen nennen das Königreich, das sich um Dumbarton konzentrierte, nur, wenn es Bezug auf irische Ereignisse hatte. Die verfügbaren walisischen Quellen, die sich mit den Ereignissen im südlichen Schottland befassen, wurden zu einem späteren Zeitpunkt verfasst, wobei Gildas’ Jeremiade De Excidio Britonum aus dem 6. Jahrhundert und die Gedichte Taliesins und Aneirins, besonders dessen Y Gododdin, von dem angenommen wird, dass es im Schottland des 6. oder 7. Jahrhunderts verfasst wurde, die Ausnahme bilden. In den Werken des angelsächsischen Mönchs Beda († 735) werden Britannier kaum erwähnt, und wenn, dann wenig schmeichelhaft.
In wenig später zu datierenden Quellen werden die Namen zweier Könige genannt. Coroticus oder Ceretic, von dem bekannt ist, dass er der Empfänger eines Briefes des Heiligen Patrick war, und der in einer Quelle des 7. Jahrhunderts als König der Höhe des Clyde, d. h. Dumbarton Rock, erwähnt und in das 5. Jahrhundert datiert wird. Aus dem Brief des Heiligen Patricks wird deutlich, dass Ceretic Christ war und dass auch die Angehörigen der Oberschicht im Königreich wenigstens nominell Christen waren. Sein Nachkomme Rhydderch Hael, der im 6. Jahrhundert lebte, wird in Adomnáns Leben des Heiligen Columban erwähnt. Zeitgenossen Rhydderchs waren Áedán mac Gabráin von Dalriada und Urien von Rheged, mit denen ihn Überlieferungen und Erzählungen in Verbindung bringen. So wird Rhydderch (ca. 580–618) als einer der vier Könige identifiziert, die in den 70er Jahren des 6. Jahrhunderts unter der Leitung Uriens König Theodric von Bernicia erfolglos Lindisfarne belagerten. Weiter südlich in Whithorn wurde eine Inschrift aus der zweiten Hälfte des 5. Jahrhunderts gefunden, die an die Weihe einer neuen Kirche erinnert. Die genaueren Umstände dieser Weihe sind allerdings nicht bekannt. Anders als über Columban ist über den Heiligen Kentigern, den vermutlichen Apostel der Britannier von Strathclyde, wenig bekannt; seine Lebensbeschreibung von Jocelyn of Furness aus dem 12. Jahrhundert ist zu spät verfasst und ihre Authentizität damit zweifelhaft.

## Das Königreich von Alt Clut

Ungefähre Lage Strathclydes um 800

Die Ereignisse des nördlichen Britanniens nach 600 und damit der Britannier von Alt Clut sind etwas besser dokumentiert. Unter Historikern herrscht allerdings Uneinigkeit, wie die Quellen interpretiert werden sollen, wobei sich verschiedene einander widersprechende Theorien herausgebildet haben.
Zu Beginn des 7. Jahrhunderts war Áedán mac Gabráin der mächtigste König im nördlichen Britannien und das Königreich Dalriada auf dem Höhepunkt seiner Macht. Der ihm in späterer walisischer Poesie gegebene Beiname Fradawg (der Treulose) weist darauf hin, dass er unter den Britanniern einen schlechten Ruf genoss. Es scheint, dass er die Kontrolle über Alt Clut erlangt hatte. Seine Herrschaft endete 603, als er und seine Armee, in der sich auch andere irische Könige sowie Verbannte aus Bernicia befanden, vom northumbrischen König Æthelfrith in der Schlacht von Degsastan geschlagen wurde.
Von Æthelfrith und seinem Nachfolger Edwin wird angenommen, dass sie ihren Einfluss danach in das südliche Schottland ausgedehnt haben, wenn auch die Hauptrichtung der northumbrischen Expansion, die Eroberung Elmets, Feldzüge in Wales und gegen Mercia eher für südliche Expansionsbestrebungen in der ersten Hälfte des 7. Jahrhunderts sprechen. Die Annalen von Ulster erwähnen für das Jahr 638 eine Schlacht bei Glenn Muiresan und die Belagerung von Etin (gemeint ist Din Edyn, das spätere Edinburgh), woraus man schloss, dass Din Edyn vom northumbrischen König Oswald eingenommen wurde. In den Annalen wird jedoch weder die Einnahme Din Edyns noch die Beteiligung Northumbrias genannt, so dass die Herannahme dieses Eintrags als Indiz für die Ausdehnung Northumbrias nach Schottland zumindest als fragwürdig zu gelten hat.
Im Eintrag in den Annalen von Ulster für das Jahr 642 wird berichtet, dass die Britannier von Alt Clut, angeführt von Eugein I., bei Strathcarron ein Heer Dalriadas besiegten und dessen König Domnall Brecc töteten. Dieser Sieg wird auch in einem Einschub in Y Gododdin erwähnt. In späteren walisischen Quellen wird der Ort dieser Schlacht als Bannawg wiedergegeben, ein Name, von dem angenommen wird, er sei mit dem Namen Bannockburn verwandt und bezeichne die ausgedehnten Marsch- und Sumpfgebiete zwischen dem Loch Lomond und dem Fluss Forth sowie den Hügeln und Lochs im Norden, die das Gebiet der Britannier von dem des Königreichs Dalriada und den Pikten trennte.
Für den Rest des 7. Jahrhunderts wird Alt Clut in den Quellen kaum erwähnt. Es scheint allerdings möglich, dass sich in verschiedenen irischen Annalen Einträge befinden, die Bezug nehmen auf Alt Clut. So fanden im letzten Viertel des 7. Jahrhunderts eine Reihe von Schlachten in Irland statt, größtenteils entlang der Irischen See, an denen Britannier teilgenommen haben. Es wird angenommen, dass es sich bei diesen Britanniern um Söldner gehandelt hat, die durch die angelsächsischen Eroberungen im nördlichen Britannien ihre Besitzungen verloren hatten. Vielleicht geben diese Einträge jedoch auch militärische Operationen der Könige Alt Cluts wieder, deren Gebiet Teil der durch die Irische See verbundenen Region war. Von allen Nachbarn Alt Cluts, Dalriada, den Pikten und Northumbria, ist bekannt, dass sie dann und wann Heere nach Irland entsandt haben.
Die Annalen von Ulster berichten von zwei Schlachten zwischen Alt Clut und Dalriada im frühen 8. Jahrhundert, 711 bei Lorg Ecclet und 717 bei dem Felsen, der Minuic heißt, ein Zeichen, dass der Bestand des Königreichs Alt Clut dauernd in Gefahr war, dem Expansionsdrang Dalriadas zum Opfer zu fallen. Auch die Pikten unter ihrem König Óengus I. fielen mehrere Male in das Gebiet von Alt Clut ein. Während die Pikten 744 noch allein agierten, so scheinen sie 750 mit König Eadberht von Northumbria zusammengearbeitet zu haben. Im Verlauf dieses Feldzuges fiel Talorgan, der Bruder von Óengus, als die Pikten von Teudebur bei Mugdock in der Nähe von Milngavie vernichtend geschlagen wurden. Doch konnte Eadberht die Ebene von Ayr 750 in Besitz nehmen, wahrscheinlich auf Kosten Alt Cluts. Teudebur starb um 752, und es ist wahrscheinlich, dass es sein Sohn Dumnagual III. war, der sich 756 einem gemeinschaftlichen Unternehmen von Óengus und Eadberht gegenübersah. Pikten und Northumbrier belagerten Dumbarton Rock und erzwangen die Unterwerfung Dumnaguals. Zwar hatte dieser Akt der Unterwerfung keine unmittelbaren Konsequenzen, da das Heer Eadberhts auf dem Rückweg nach Northumbria vernichtet wurde, möglicherweise von einer in Northumbria einfallenden Armee Mercias, doch verdeutlicht er, dass das Königreich von Alt Clut zu dieser Zeit kein dominierender Faktor im südlichen Schottland war, sondern sich in der Defensive befand.
Für die nächsten hundert Jahre berichten die Quellen nur noch wenig über Alt Clut. Im Jahr 780 wird Alt Clut erobert, von wem und unter welchen Umständen wird jedoch nicht angegeben. Die Eroberung von Dunblane durch ein Heer Alt Cluts unter König Artgal map Dumnagual wird für das 849 Jahr erwähnt.

## Die Wikingerzeit (800–1050 n.Chr.)

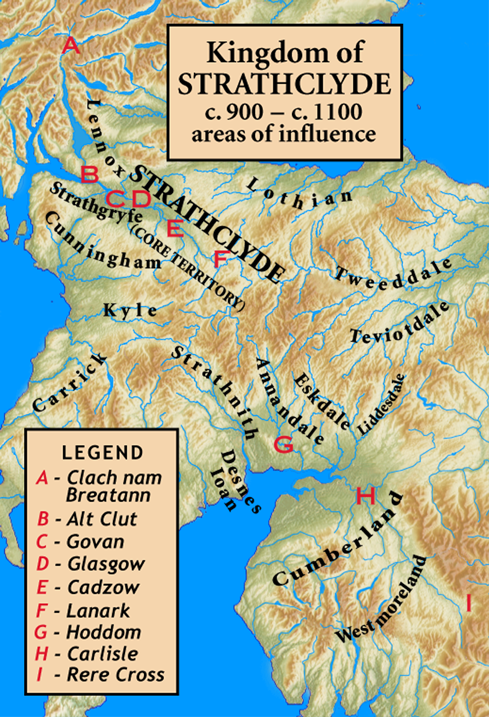
Einflussgebiet Strathclydes zwischen 900 und 1100

870 belagerte eine Wikingerarmee aus Dublin, angeführt von Olaf dem Weißen, vier Monate lang Dumbarton, die Hauptburg von Alt Clut, zerstörte die Festung und kehrte mit einer großen Zahl Gefangener zurück, unter denen sich auch König Artgal befand, der als „König der Briten von Strathclyde“ bezeichnet wird. Er wurde auf Veranlassung Konstantins I. im Jahr darauf ermordet. Artgals Nachfolger war Run, der mit einer Schwester Konstantins verheiratet war und dessen Sohn Eochaid zusammen mit Giric die Herrschaft über Teile Schottlands ausübte. Inwieweit Run völlig unabhängig von seinen schottischen Oberherrschern war, ist unklar. Sein Sohn Eochaid wird in der Chronik der Könige von Alba jedenfalls König der Briten genannt, was darauf hindeutet, dass sich seine Herrschaftsbasis auf das Königreich Strathclyde konzentrierte und dass sein Einfluss auf andere Gebiete Schottlands marginal war. Im Jahre 875 hatte Strathclyde wie auch das Gebiet der Pikten unter häufigen Überfällen der Armee Halfdan Ragnarssons aus Northumbria zu leiden.
Von diesem Zeitpunkt an war das Königreich Strathclyde unter periodischer Oberherrschaft der schottischen Könige, wenn auch der Grad der Kontrolle nicht überschätzt werden darf. Um diese Zeit erhöhte sich die Zahl skandinavischer und irisch-skandinavischer Siedler in Strathclyde. Eine Reihe Ortsnamen, konzentriert an der Küste südlich von Largs, und die sogenannten Hogbackgrabsteine in Govan sind Belege dieser Siedlungstätigkeit.
Einer späteren walisischen Überlieferung zufolge, aufgezeichnet im Brut y Tywysogion, sollen 890 alle Männer des Königreichs Strathclyde, die sich nicht den „Engländern“ unterwerfen wollten, gezwungen worden sein, ihr Land zu verlassen und nach Gwynedd auszuwandern. Die Datierung scheint allerdings unzutreffend zu sein, da zu dieser Zeit kein angelsächsisches Königreich in der Lage war, seine Herrschaft bis an den Clyde auszudehnen. Vermutlich sind aber mit den Engländern aus Sicht der cumbrisch (brythonisch) sprechenden Waliser alle Fremden, also auch die gälisch sprechenden einwandernden Schotten gemeint. Ein Teil der Einwohner zog also wohl nach Wales, die verbleibenden Bewohner wurden nach 870 als Untertanen des Königreichs Alba gälisiert. Die gälischen Einwanderer führten auch den Namen „Strathclyde“ (Strath Cluaith) ein. Jedoch könnte die Familie der früheren Herrscher von Strathclyde eine Zeitlang den Königsthron von Alba besetzt haben.
Das Erstarken der Herrschaft Wessex führte zur Schwächung der Wikinger, so dass Strathclyde wieder erstarkte und nach Süden expandierte. Während der Herrschaft Eduards des Älteren und Æthelstans konnten die wiedererstarkten Könige von Wessex ihren Machtbereich allerdings bis in den Norden erweitern. So zog Æthelstan 934 plündernd durch Schottland und schlug 937 in der Schlacht bei Brunanburh eine vereinigte Armee der Wikinger, Schotten und Strathclydes vernichtend, wobei König Eógan I. von Strathclyde sein Leben verlor.
Nach der Schlacht von Brunanburh wurde Domnall III. König von Strathclyde und regierte von 937 bis 971. Der englische König Edmund trat 945 Strathclyde, nachdem er eingefallen war und es verheert hatte, an den schottischen König Malcolm I. ab, unter der Bedingung, Malcolm solle ihm zu Land und See helfen. Hieraus wird deutlich, dass sich Strathclyde in dieser Zeit unter der Oberherrschaft der schottischen Könige befand. Ob dies jedoch zum völligen Verlust der Unabhängigkeit führte, ist zweifelhaft, da die Annalen von Ulster Domnall zum Zeitpunkt seines Todes als ri Bretan, König der Britannier, bezeichnen. Domnall starb 975 auf einer Pilgerreise nach Rom. Das Gebiet des Königreichs Strathclyde scheint sich um diese Zeit weit nach Süden bis an den Solway Firth und möglicherweise bis nach Cumbria hinein erstreckt zu haben.

## Das Ende des Königreichs Strathclyde
Falls die schottischen Könige Anspruch auf Oberherrschaft in Strathclyde erhoben hatten, so zeigt die Ermordung König Culens und seines Bruders Eochaids 971 durch die Hand König Amdarchs von Strathclyde als Vergeltung für die Vergewaltigung oder Entführung von Amdarchs Tochter deutlich, dass diese Oberherrschaft fragil war und relativ leicht abgeschüttelt werden konnte. König Strathclydes nach Amdarch wurde Máel Coluim I., dem Eógan der Kahle nachfolgte. Eógan fiel vermutlich 1018 in der Schlacht bei Carham. Der unmittelbare Nachfolger Eógans ist nicht bekannt.
Zwischen 1018 und 1054 wurde das Königreich Strathclyde von den Schotten erobert, wahrscheinlich während der Regierungszeit Malcolms II., der 1034 starb.
1054 entsandte der englische König Eduard der Bekenner Earl Siward von Northumbria nach Schottland, das von Macbeth regiert wurde, um gegen ihn zu kämpfen und um Máel Coluim II., den „Sohn des Königs der Cumbrier“, in Strathclyde wiedereinzusetzen. Wie lange sich Máel Coluim II. als König halten konnte, ist nicht bekannt, spätestens 1070 war Strathclyde jedoch wieder unter der Herrschaft der schottischen Könige. Von diesem Zeitpunkt an wurde Strathclyde ein fester Bestandteil des Königreichs Schottland, wenn auch noch mit eigener Identität, denn schon 1107 überließ Alexander I. von Schottland das früher unabhängige Königreich seinem Bruder David. Gleichzeitig erhöhte sich jedoch der Druck durch England; die Gälisierung der Region von Norden her wurde allmählich durch die Anglisierung von Süden ersetzt. Dumbarton Rock wurde ein rückständiges Bauerndorf. Das Cumbrische starb in Strathclyde im 13. Jahrhundert aus.

### Primärliteratur
- Aneirin: Y Gododdin, A.O.H. Jarman (Hrsg.), Gomer, Llandysul 1988, ISBN 0-86383-354-3.
- The Anglo-Saxon Chronicle: MS A v. 3, Janet Bately (Hrsg.), Brewer, Rochester (NY) 1986, ISBN 0-85991-103-9.
- Annales Cambriae, John Williams (Hrsg.), London 1860
- The Annals of Ulster to A.D. 1131, Seán Mac Airt & Gearóid Mac Niocaill (Hrsg.), Dublin Institute for Advanced Studies, Dublin 1983, ISBN 0-901282-77-4.
- Bede's Ecclesiastical History of the English People, B. Colgrave & R.A.B. Mynors (Hrsg.), Clarendon, Oxford 1969, ISBN 0-19-822202-5.
- Early Sources of Scottish History: AD 500–1286, vol. I, Alan Orr Anderson (Hrsg.), Oliver & Boyd, Edinburgh 1922.
- Nennius: Historia Brittonum, David Dumville (Hrsg.), Brewer, Cambridge 1985, ISBN 0-85991-203-5.
- Scottish annals from English chroniclers A.D.500 to 1286, (Neuaufl.), Alan Orr Anderson (Hrsg.), Paul Watkins, Stamford 1991, ISBN 1-871615-45-3.

### Sekundärliteratur
- Leslie Alcock: Kings and Warriors, Craftsmen and Priests in Northern Britain AD 550–850, Society of Antiquaries of Scotland, Edinburgh 2003, ISBN 0-903903-24-5.
- A.D.M. Barrell: Medieval Scotland, Cambridge University Press, Cambridge 2000, ISBN 0-521-58602-X.
- G. W. S. Barrow: Kingship and Unity: Scotland 1000–1306, Edinburgh University Press, Edinburgh 1989, ISBN 0-7486-0104-X.
- Ken Dark, Britain and the End of the Roman Empire, Tempus, Stroud 2002, ISBN 0-7524-2532-3.
- Norman Davies: Verschwundene Reiche: Die Geschichte des vergessenen Europa. 3., durchgesehene und korrigierte Auflage. Theiss, Darmstadt 2017, ISBN 978-3-8062-3116-8, S. 45–100 (= 2. Alt Clud: Das Königreich Strathclyde (5.–12. Jahrhundert)).
- A.A.M. Duncan: The Kingship of the Scots 842–1292: Succession and Independence, Edinburgh University Press, Edinburgh 2002, ISBN 0-7486-1626-8.
- Robert Fitzroy Foster (Hrsg.): The Oxford History of Ireland, Oxford University Press, Oxford 1992, ISBN 0-19-285271-X.
- Katherine Forsyth: Evidence of a lost Pictish source in the Historia Regum Anglorum. In: Simon Taylor (Hrsg.): Kings, clerics and chronicles in Scotland, 500–1297: essays in honour of Marjorie Ogilvie Anderson on the occasion of her ninetieth birthday, Four Courts Press., Dublin 2000, ISBN 1-85182-516-9
- Sally M. Foster: Picts, Gaels, and Scots: Early Historic Scotland, 2. Ausg., Batsford, London 2004, ISBN 0-7134-8874-3.
- William S. Hanson: Northern England and southern Scotland: Roman Occupation in Michael Lynch (Hrsg.): The Oxford Companion to Scottish History, Oxford University Press, Oxford 2001, ISBN 0-19-211696-7.
- Peter Hunter Blair: Roman Britain and Early England. 55 B.C. - A.D. 871. Nelson, Edinburgh 1963, ISBN 0-17-711044-9.
- Nicholas J. Higham: The Kingdom of Northumbria AD 350–1100, Sutton, Stroud 1993, ISBN 0-86299-730-5.
- Kenneth H. Jackson: The Britons in southern Scotland in Antiquity, vol. 29 (1955), S. 77–88. ISSN 0003-598X.
- John T. Koch: The Place of 'Y Gododdin' in the History of Scotland in Ronald Black, William Gillies and Roibeard Ó Maolalaigh (Hrsg.) Celtic Connections. Proceedings of the 10th International Congress of Celtic Studies, Volume One, Tuckwell, East Linton 1999, ISBN 1-898410-77-1.
- Chris Lowe: Angels, Fools and Tyrants: Britons and Anglo-Saxons in Southern Scotland, Canongate, Edinburgh 1999, ISBN 0-86241-875-5.
- Alan MacQuarrie, The Kings of Strathclyde, in: Alexander Grant & Keith J. Stringer (Hrsg.), Medieval Scotland: Crown, Lordship and Community, Essays Presented to G.W.S. Barrow, Edinburgh University Press, Edinburgh 1993, ISBN 0-7486-0418-9.
- Alfred P. Smyth: Warlords and Holy Men: Scotland AD 80–1000, Edinburgh University Press, Edinburgh 1984, ISBN 0-7486-0100-7.
- Alex Woolf: Britons and Angles in Michael Lynch (Hrsg.): The Oxford Companion to Scottish History, Oxford University Press, Oxford 2001, ISBN 0-19-211696-7.